# 广东茂名森林公园
广东茂名森林公园（英語：Guangdong Maoming Forest Park），位于中国广东省茂名市西南部，始建于1999年11月，2002年12月对外开放，占地面积4500多亩，是一个集自然生态、旅游娱乐、科研科普于一体的具有亚热带风光特色的综合型近郊森林公园，是茂名市唯一的省级森林公园以及首个国家AAAA级旅游景区、广东省首批自然教育基地，每年接待游客超过80万人次。

## 历史
广东茂名森林公园原为茂坡林场，始建于1956年，原属湛江地区苗圃场。1960年后由茂名市接管，并改建为市属国营茂坡林场，由市农林局管理，1985年后由茂南区林业局管理。1996年12月，茂名市政府将林场收归市管，由市规划城建局管理。1999年6月改由茂名市林业局管理。11月，在茂坡林场建立省森林公园，名为“广东茂名森林公园”，与茂坡林场实行两块牌子、一套人马的管理体制。

## 游览项目

### 动感乐园
拥有十多个游乐项目，包括勇敢者之路、趣桥世界、游乐广场、植物八卦迷宫，以及2013年引入、占地面积超过30000平方米的水上乐园。

### 植物王国
茂名森林公园共引进热带、亚热带植物2000多种，其中国家保护植物及珍稀濒危植物30种。内有沙漠植物园、阴生植物园、盆景园、千个园、树木园、苏铁园等主题园区。

### 动物世界
动物园（加挂“茂名市野生动物救护研究中心”）占地200多亩，是广东第四大动物园，广东地级市最大的动物园，拥有粤西地区最大的动物表演场和动物展示区，有国家珍稀保护动物和外来动物100多种3000多头（只），分为动物别墅区、猛兽区、动物长廊、草食动物区、火烈鸟园、鳄鱼池、猴园、名龟长廊等园区以及广东最大的动物标本科普馆。

### 休闲天地
分为绿道、烧烤场、游艇俱乐部。绿道从森林公园休闲区到达主景区，再从主景区返回，全长五公里，将沿途的纪念林园、平和岭、松园、听涛阁、龙眼园、沼泽湿地、科技示范林园等景区景点连为一体。烧烤场可容纳500人同时烧烤，是粤西地区最大的室内烧烤场。游艇俱乐部有各类游艇30多艘。

## 公共交通
- 茂名公交205、206线：森林公园站